# Gary Sampson
Gary Edward Sampson (Atikokan, 24 agosto 1959) è un ex hockeista su ghiaccio statunitense.

## Biografia
Sampson è figlio d'arte: suo padre era Ed Sampson, vincitore della medaglia d'argento olimpica a Cortina d'Ampezzo 1956 con gli Stati Uniti.
Nacque in Canada, ma crebbe poi negli Stati Uniti d'America. A livello NCAA si mise in luce con la maglia del Boston College, tanto da venire selezionato per la nazionale in vista dei giochi olimpici invernali di Sarajevo 1984.
Dopo l'esperienza olimpica venne messo sotto contratto dai Washington Capitals, dove rimase fino al 1987. Raccolse 117 presenze in NHL, giocando anche nel farm team in American Hockey League, i Binghamton Whalers.
Chiuse la carriera nella stagione 1987-1988 a causa di una serie di infortuni, quando vestiva, in AHL, la maglia dei Baltimore Skipjacks.